# SR-144,528
SR144528 je lek koji deluje kao potentan i visoko selektivan inverzni agonist CB2 receptora, sa  od 0,6 nM na CB2 i 400 nM na srodnom CB1 receptoru. On se koristi u naučnim istraživanjima pri izučavanju funkcije CB2 receptora, kao i za studiranje efekata CB1 receptora u izolaciji, jer mali broj CB1 agonista dostupan koji istovremeno nisu i CB2 agonisti. On je isto tako inhibitor acil-koenzimA: holesterol aciltransferaze. To dejstvo je nezavisno od CB2 receptora.